# Kobilje (Malo Crniće)
Kobilje (em cirílico:Кобиље) é uma vila da Sérvia localizada no município de Malo Crniće, pertencente ao distrito de Braničevo, na região de Stig. A sua população era de 930 habitantes segundo o censo de 2002.

## Demografia
| 1948  | 1953  | 1961  | 1971  | 1981  | 1991  | 2002 |
| ----- | ----- | ----- | ----- | ----- | ----- | ---- |
| 1 721 | 1 741 | 1 714 | 1 721 | 1 629 | 1 547 | 930  |